# Minuskel 58
Minuskel 58 (in der Nummerierung nach Gregory-Aland), ε 518 (von Soden) ist eine griechische Minuskelhandschrift des Neuen Testaments auf 342 Pergamentblättern (19,8 × 14,5 cm). Mittels Paläographie wurde das Manuskript auf das 15. Jahrhundert datiert.

## Beschreibung
Der Kodex enthält den Text der vier Evangelien. Er wurde einspaltig mit je 20–21 Zeilen beschrieben und enthält Listen der κεφαλαια, τιτλοι, Ammonianischen Abschnitte, αναγνωσεις, Synaxarion, und Unterschriften.
Der griechische Text des Codex repräsentiert den Byzantinischen Texttyp und wird der Kategorie V zugeordnet.

## Geschichte
Der Kodex befindet sich zurzeit im New College unter der Nummer 68 in Oxford.